# Place du Président-Édouard-Herriot
La place du Président-Édouard-Herriot est une voie située dans le quartier des Invalides du 7e arrondissement de Paris.

## Situation et accès
La place du Président-Édouard-Herriot est une voie publique située dans le 7e arrondissement de Paris. Elle se trouve au croisement de la rue de l'Université et de la rue Aristide-Briand.
Elle est desservie par la ligne 12 à la station Assemblée nationale.

## Origine du nom
Elle tire son nom en souvenir de l'homme politique et président du Conseil Édouard Herriot (1872-1957).

## Historique
La place est créée et prend sa dénomination actuelle en 1965 sur l'emprise des voies qui la bordent, en raison de la proximité de l'Assemblée nationale.

## Bâtiments remarquables et lieux de mémoire
- Le palais Bourbon, qui héberge l'Assemblée nationale.